# Acacia peruviana
Acacia peruviana é uma espécie de leguminosa do gênero Acacia, pertencente à família Fabaceae.